# Susz (gromada)
Susz (do 23 VI 1970 Różnowo) – dawna gromada, czyli najmniejsza jednostka podziału terytorialnego Polskiej Rzeczypospolitej Ludowej w latach 1954–1972.
Gromady, z gromadzkimi radami narodowymi (GRN) jako organami władzy najniższego stopnia na wsi, funkcjonowały od reformy reorganizującej administrację wiejską przeprowadzonej jesienią 1954 do momentu ich zniesienia z dniem 1 stycznia 1973, tym samym wypierając organizację gminną w latach 1954–1972.
Gromadę Susz z siedzibą GRN w mieście Suszu (nie wchodzącym w jej skład) utworzono 24 czerwca 1970 w powiecie iławskim w woj. olsztyńskim w związku z przeniesieniem siedziby GRN gromady Różnowo z Różnowa do Susza i zmianą nazwy jednostki na gromada Susz.
22 grudnia 1971 do gromady Susz włączono miejscowości Janowo, Lubnowy Małe i Lubnowy Wielkie ze zniesionej gromady Obrzynowo w tymże powiecie.
1 stycznia 1972 do gromady Susz włączono tereny o powierzchni 1.089 ha z miasta Susz w tymże powiecie; z gromady Susz wyłączono natomiast część obszaru stanowiącego Państwowy Ośrodek Hodowli Zarodowej w Nipkowiu (7 ha), włączając ją do Susza.
Gromada przetrwała do końca 1972 roku, czyli do kolejnej reformy gminnej. 1 stycznia 1973 w powiecie iławskim utworzono gminę Susz.